# Liste der Monuments historiques in Verpillières-sur-Ource
Die Liste der Monuments historiques in Verpillières-sur-Ource führt die Monuments historiques in der französischen Gemeinde Verpillières-sur-Ource auf.

## Liste der Objekte
| Bezeichnung                                         | Beschreibung                                     | Standort                                   | Kennzeichnung | Schutzstatus | Datum | Bild |
| --------------------------------------------------- | ------------------------------------------------ | ------------------------------------------ | ------------- | ------------ | ----- | ---- |
| Kruzifix                                            | Holz, farbig gefasst, 16. Jahrhundert            | in der Kirche Nativité-de-la-Vierge (Lage) | PM10004288    | Inscrit      | 1977  |      |
| Skulptur Heiliger Antonius                          | Kalkstein, farbig gefasst, 16. Jahrhundert       | in der Kirche Nativité-de-la-Vierge (Lage) | PM10004290    | Inscrit      | 1981  |      |
| Zwölf-Apostel-Retabel                               | Kalkstein, 16. Jahrhundert                       | in der Kirche Nativité-de-la-Vierge (Lage) | PM10002795    | Classé       | 1913  |      |
| Skulptur Heiliger Nikolaus                          | Kalkstein, farbig gefasst, 16. Jahrhundert       | in der Kirche Nativité-de-la-Vierge (Lage) | PM10004289    | Inscrit      | 1981  |      |
| Skulpturengruppe Christus erscheint Maria Magdalena | Kalkstein, bezeichnet 1654 (im Bild oben rechts) | in der Kirche Nativité-de-la-Vierge (Lage) | PM10002796    | Classé       | 1913  |      |